# Lorraine-Dietrich A 1.6
Der Lorraine-Dietrich A 1.6 ist ein Pkw-Modell von 1920. Hersteller war Lorraine-Dietrich in Frankreich.

## Beschreibung
Das Fahrzeug blieb ein Prototyp. 1921 folgte der Lorraine-Dietrich B.6 mit einem Motor gleicher Größe. Bereits vor dem Ersten Weltkrieg hatte es mit dem Type VHH ein Fahrzeug mit einem ähnlich großen Motor gegeben.
Marius Barbarou entwickelte den Sechszylinder-Monoblockmotor mit OHV-Ventilsteuerung. Er hat 75 mm Bohrung, 130 mm Hub und 3446 cm³ Hubraum. Der Motor war damals in Frankreich steuerlich mit 15 CV eingestuft und wurde auch 15 CV genannt.
Der Motor ist vorn längs im Fahrgestell eingebaut. Er treibt über ein Dreiganggetriebe und eine Kardanwelle die Hinterachse an. Die Bremse wirkt, wie damals üblich, nur auf die Hinterräder.
Der Wagen hat 2950 mm Radstand und 1420 mm Spurweite.
Die Fahrzeugen wurden als offene Tourenwagen und geschlossene Limousinen karossiert.